# Сабін Карр
Сабін Вільям Карр (англ. Sabin William Carr; нар. 4 вересня 1904 — пом. 12 вересня 1983) — американський легкоатлет, який спеціалізувався в стрибках з жердиною.

## Із життєпису
Олімпійський чемпіон зі стрибків з жердиною (1928).
Найвище місце на чемпіонатах США у стрибках з жердиною — 3-е (1928).
Рекордсмен світу зі стрибків з жердиною (4,29; 1927).